# 国鉄ホキ8000形貨車
国鉄ホキ8000形貨車（こくてつホキ8000がたかしゃ）は、かつて日本国有鉄道（国鉄）に在籍したホッパ車である。

## 概要
ホキ8000形は、1967年（昭和42年）から1970年（昭和45年）にかけて汽車製造、若松車輛、川崎車輛にて18両（オホキ8000 - オホキ8017）が製造された石灰石専用の30 t積私有貨車である。
記号番号表記は特殊標記符号「オ」（全長が12 m をこえるホッパ車）を前置し「オホキ」と標記する。
外観は私有貨車では唯一の流し板付き側開き式（ホキ800形と同式）である。
所有者は、日鉄鉱業の1社のみであり常備駅は後藤寺線の船尾駅であった。
1981年（昭和56年）6月4日に全車（18両）が日本石油輸送に名義変更され、常備駅は南港駅へ移動になったが実際は、根室本線の東鹿越駅を基地として運用された。
荷役方式は、上入れ、自重落下流し板付き側開き式の下出し方式である。台車はベッテンドルフ式のTR41Cである。
全長は13,800 mm、全幅は2,500 mm、全高は2,932 mm、台車中心間距離は9,700 mm、実容積は25.0 m3、自重は18.4 t、換算両数は積車5.5、空車1.8である。
1987年（昭和62年）1月12日に最後まで在籍した16両（オホキ8000 - オホキ8015）が廃車となり形式消滅した。

## 年度別製造数
各年度による製造会社と両数は次のとおりである。（所有者は落成時の社名）
- 昭和42年度 - 16両 
  - 汽車製造 8両 日鉄鉱業（オホキ8000 - オホキ8007）
  - 若松車輌 2両 日鉄鉱業（オホキ8008 - オホキ8009）
  - 川崎車輛 6両 日鉄鉱業（オホキ8010 - オホキ8015）
- 昭和45年度 - 2両 
  - 若松車輌 2両 日鉄鉱業（オホキ8016 - オホキ8017）